# Warren Buffett
Warren Edward Buffett (ejtsd: bafit) (Omaha, 1930. augusztus 30.–) amerikai részvénybefektető és üzletember, 2006. júniusi bejelentése alapján a világ valaha volt egyik legnagyobb jótékonysági adományozója. A Forbes magazin 2008-as listáján ő volt a világ leggazdagabb embere, a mexikói Carlos Slim és a Microsoft alapítója, Bill Gates előtt.
Befektetéseivel hatalmas vagyont halmozott fel – 2006-ban a Forbes magazin Bill Gates után a világ második leggazdagabb embereként tartotta számon – és ezzel kiérdemelte az „omahai bölcs” becenevet. Befektetési társasága a Berkshire Hathaway, amelyben a részvények több mint 38%-át birtokolja; vagyonát 2006. június végén 44 milliárd dollárra becsülték.
Buffett vagyonához mérten puritán életstílusáról híres. Ugyanabban az omahai házban él, amelyet 1958-ban vásárolt 31 500 dollárért. Éves fizetése a Berkshire Hathaway vezérigazgatójaként 100 000 dollár, ami az Egyesült Államokban nagyon szerény nagyvállalati menedzseri fizetésnek számít. (Igaz, vagyona egyéb csatornákon is óriási elkölthető jövedelmet biztosíthatna számára.)
2006. június 25-én Buffett bejelentette, hogy 44 milliárd dolláros vagyonának több mint négyötödét, 37 milliárd dollárt (június 26-ai forintárfolyamon 8270 milliárd forintot) a Bill Gates, illetve a Buffett család működtette alapítványoknak adományoz. 30,7 milliárd dollárt Bill Gates alapítványának, a Bill and Melinda Gates Foundationnek adott. Az alapítvány eddig is a világ legnagyobb magánalapítványa volt, de ezzel a szervezet vagyona megduplázódott. Buffet azonban kikötötte, hogy az adományozás csak addig érvényes, amíg Bill vagy Melinda Gates részt vesz az alapítvány működtetésében. 6,3 milliárdot osztott szét négy másik alapítvány között, gyermekei és a közelmúltban elhunyt felesége által alapított szervezetek kapják ezeket az összegeket. A hír csak napokkal követte Buffett közeli barátja, a Berkshire Hathawayben is igazgatói posztot betöltő Bill Gates bejelentését, hogy a jövőben jóval kevésbé a Microsoft menedzselésével és inkább jótékonysági munkával kíván foglalkozni.

## Élete

### Gyerekkora
A jótékony milliárdos Howard Buffett részvénybróker és honatya (a kongresszus tagja), illetve Leila Buffett fia. Két lánytestvére van, Doris és Bertie. Nagyapja még fűszeres volt Omahában, boltjában dolgozott Charlie Munger, a Berkshire Hathaway jelenlegi alelnöke.
Apja brókercégénél kezdett el dolgozni, tizenegy éves korában, és még ugyanebben az évben végrehajtotta első tranzakcióját. Cities Services-féle elsőbbségi részvényeket vett darabonként 38 dollárért, és 40 dollárért adta el őket. Néhány évvel később, mikor a részvény ára elérte a 200 dollárt, örökre megtanulta, hogy jó cégekbe hosszú távra érdemes befektetni. Tizennégy éves korában 1200 dollár megtakarított pénzéből 40 hold termőföldet vásárolt, amit bérbeadott.
Zseniális befektetései közé tartozott a Coca-Cola Company, a Gillette, a Fruit of the Loom, és különféle repülő- és biztosítótársaságok részvényeinek megszerzése.
2000 óta lehet licitálni a szokásos nyári ebédre. 2006-ban az eBay árverésén több mint 620 ezer dollárért kelt el a közös étkezés. Az ebből befolyt összegeket Buffet minden évben a Glide Foundation alapítványnak adományozza. 2007-ben az összeg 650 ezer dollárra nőtt. A nyerő tétet ketten tették: Monish Pabrai, a kaliforniai Pabrai Investment Fund 43 éves vezető partnere és Guy Spier, az Aquamarine LLC hedge fund-irányítója. Pabrai adja a pénz kétharmadát, míg Spier a maradék egyharmadot. Ők ketten és hat meghívottjuk vehet részt azon a két és fél-három órás beszélgetésen, amelyen konkrét befektetési tippeken kívül bármiről szó eshet.

## Róla szóló kötetek magyarul
- Robert G. Hagstrom: Warren Buffet portfólió: A fokuszált befektetési stratégia kézikönyve. Fordította Barna Gergő. Budapest: Panem Könyvkiadó. 2000.  ISBN 9635452608
- Robert G. Hagstrom: A Warren Buffett módszer: A milliárdos üzletember döntési stratégiái. Fordította Rindó Klára. Pécs: Alexandra. 2006.  ISBN 9789633700976
- Mark Tier: A gazdaggá válás útja: Buffett, Icahn és Soros, avagy a világ legsikeresebb befektetőinek vagyongyarapítási titkai. Fordította Artner Balázs. Pécs: Alexandra. 2008.  ISBN 9789633705537
- Warren Buffett – Lawrence A. Cunningham: Warren Buffett jelenti: Leckék befektetőknek és vállalatvezetőknek. Fordította Lénárt Szabolcs. Törökbálint: T.bálint Kiadó. 2013.  ISBN 9789638966537
- Alkér Orsolya: Befektetés habbal: Befektetői észjárás a 'la Warren Buffett tanítómestere, Benjamin Graham. Budapest: Csodasuli. 2014.  ISBN 9786155162138